# Korfcel
.

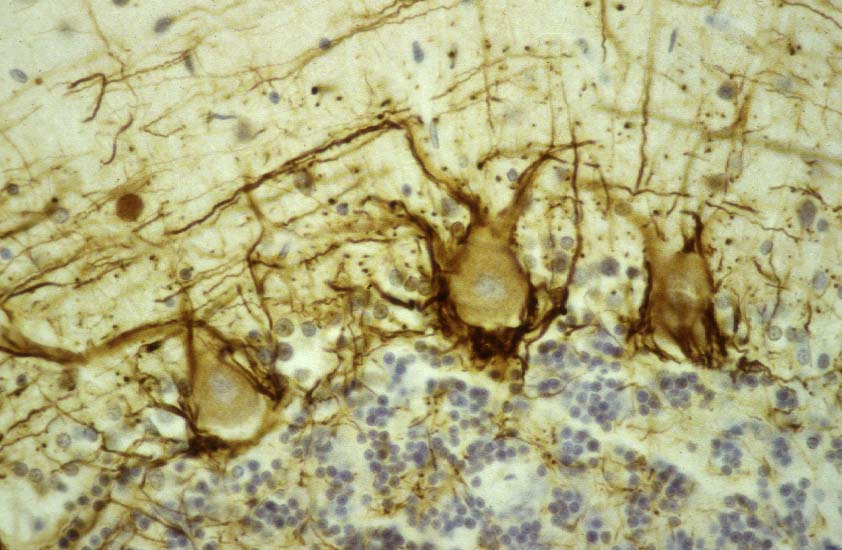
Korfcellen rond de perikarya van de purkinjecellen met de axonen van de parallelle vezels

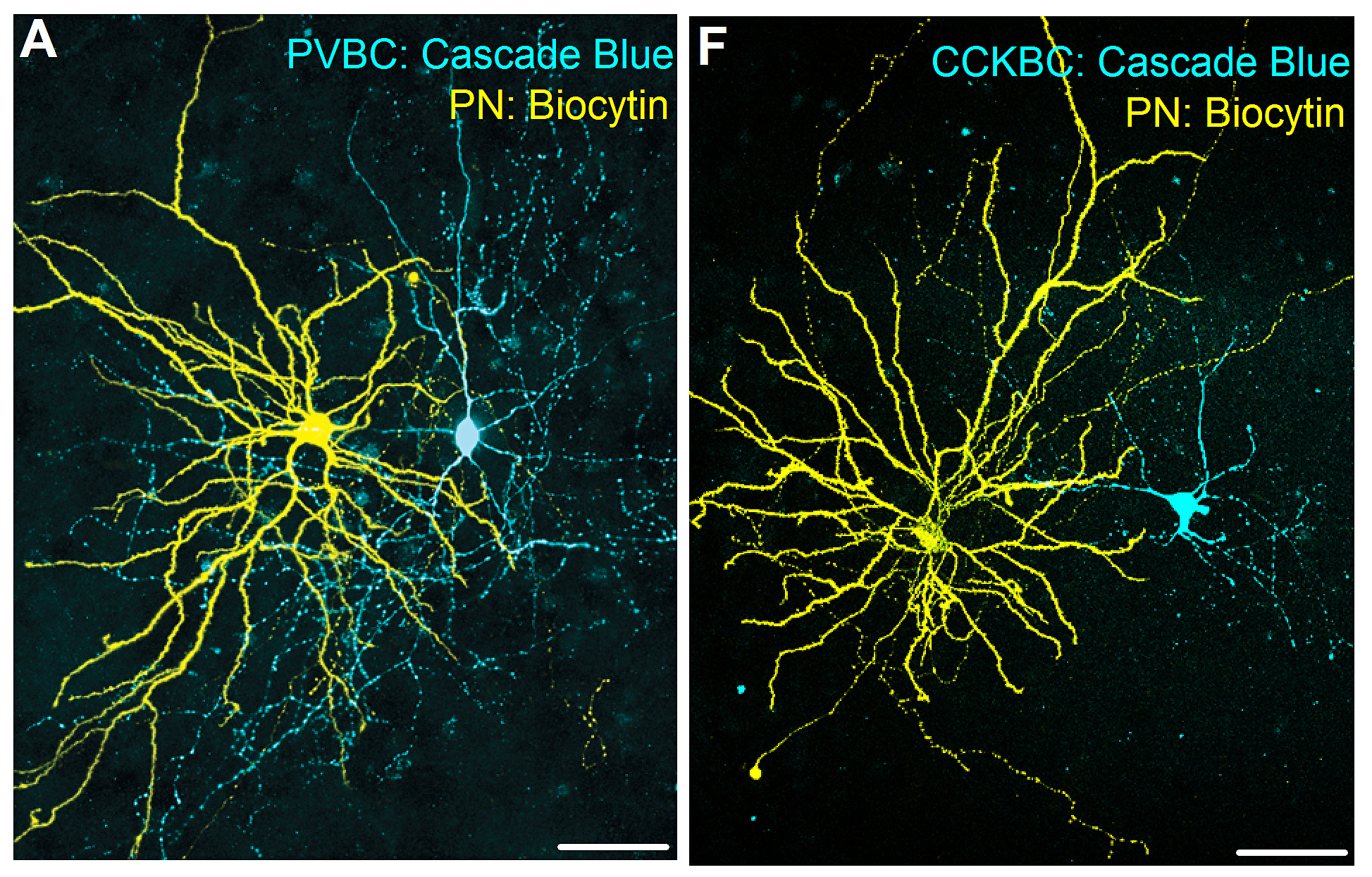
Korfcellen in de amygdala. A: parvalbumine-bevattende korfcel. F: cholecystokinine-expressie korfcel.

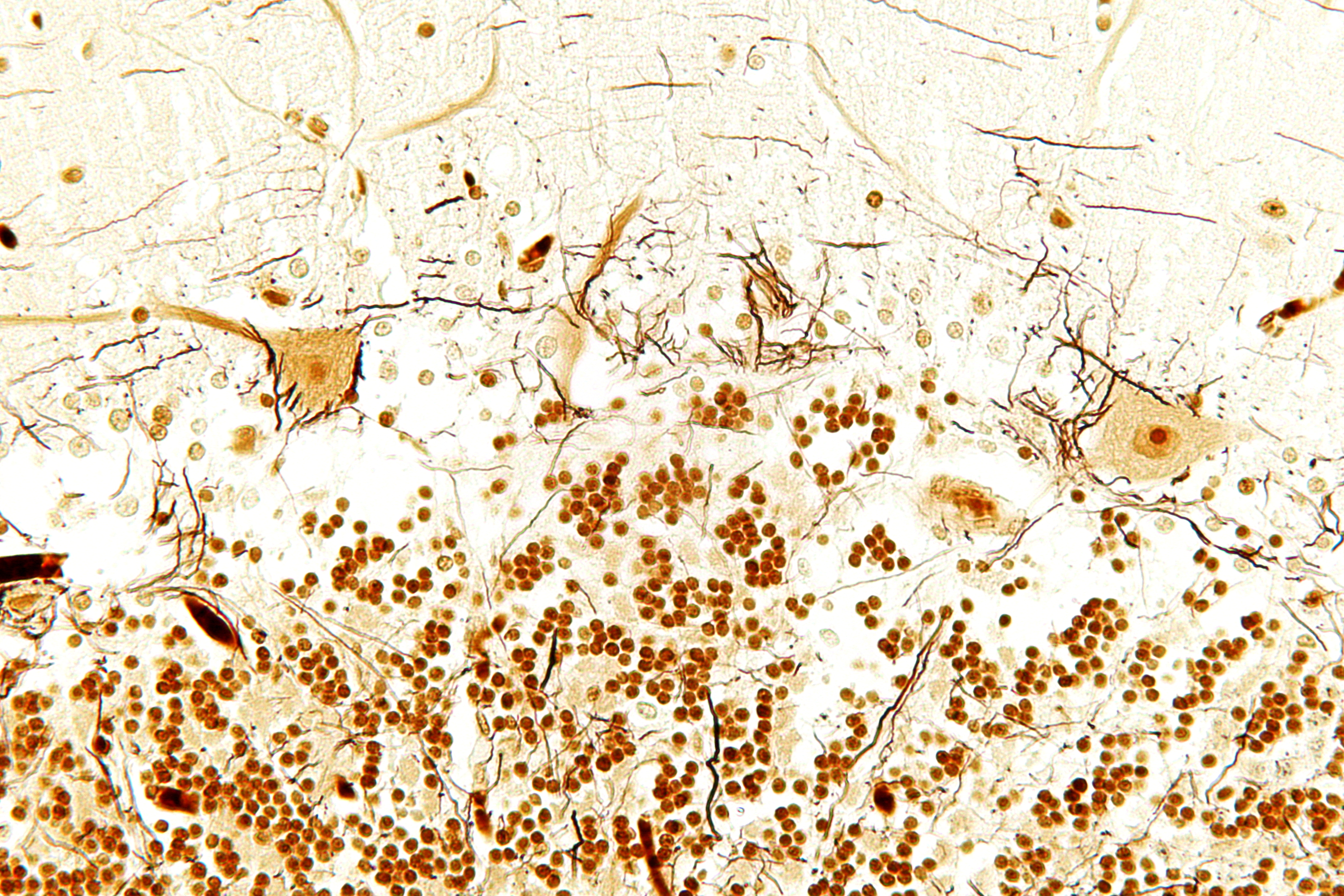
Hersenschors met purkinjecellen in de korven die gevormd worden door de uitlopers van korfcellen. Bielschowsky kleuring

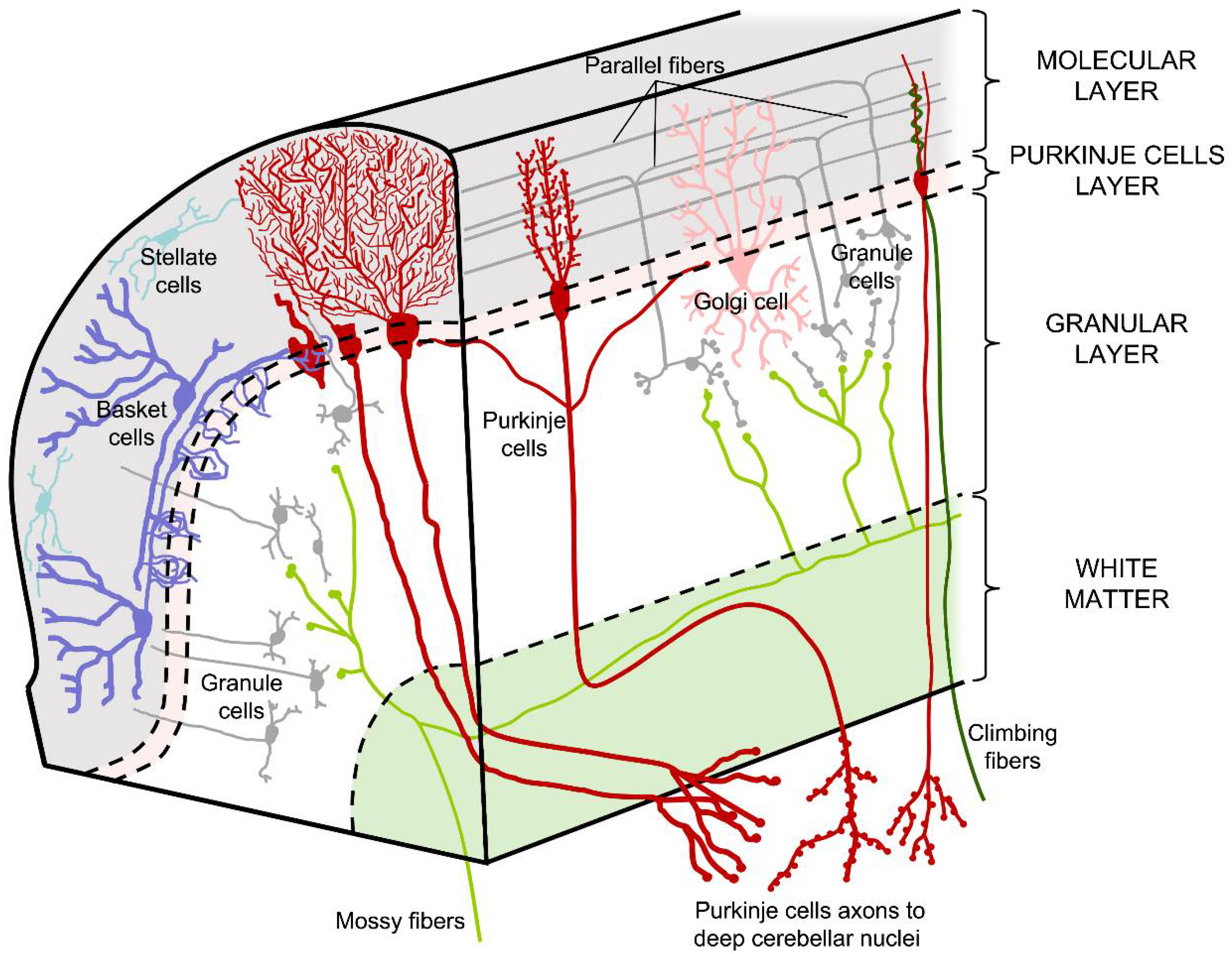
Hersenschors. Basket cell: korfcel.

Korfcellen zijn cellen waarvan de axon eindigt in een korfvormig netwerk van fibrillen die een purkinjecel omvatten. Het zijn remmende GABA-ergische interneuronen van de hersenen, die in verschillende delen van de hersenschors en de kleine hersenen van gewervelden voorkomen. Ze liggen in de moleculaire laag die het dichtst bij de purkinjecellaag ligt. Ze hebben veel eigenschappen gemeen met de stellaatcellen van de kleine hersenen, de andere interneuronen van de moleculaire laag. Deze bevinden zich echter verder weg van de purkinjecellaag.

## Anatomie en fysiologie
Korfcellen zijn multipolaire GABA-ergische interneuronen die remmende synapsen maken en de algehele potentialen van doelcellen reguleren. Over het algemeen zijn de dendrieten van korfcellen vrij vertakt, bevatten ze gladde spines en strekken ze zich 3 - 9 mm uit. Axonen zijn sterk vertakt, met een totale lengte variërend van 20 tot 50 mm. De axonvertakkingen geven aanleiding tot de naam, omdat ze eruitzien als korfen die het soma (cellichaam) van de doelcel omringen. Korfcellen vormen axo-somatische synapsen, wat betekent dat hun synapsen als doel soma's van andere cellen hebben. Door de soma's van andere zenuwcellen te reguleren, kunnen korfcellen de snelheid van de actiepotentiaalontlading van doelcellen direct reguleren.
Korfcellen worden geïnnerveerd door glutamaatergische parallelle vezels. Ze bezitten zowel ionotrope (AMPA-receptor en NMDA-receptor) als metabotrope glutamaatreceptoren (vooral mGluR1). 
Korfcellen zijn overal in de hersenen te vinden, onder andere in de hersenschors, hippocampus, amygdala, basale ganglia en de kleine hersenen.

## Hersenschors
In de hersenschors hebben korfcellen schaars vertakte axonen die op verschillende afstanden langs hun lengte kleine van de buitenkant, korfvormige uitlopers hebben. Korfcellen vormen 5-10% van het totale aantal zenuwcellen in de hersenschors. Er zijn drie typen korfcellen in de hersenschors:
- kleine. Het axon van een kleine korfcel bevindt zich in de buurt van het dendritische bereik van diezelfde cel; dit axon is kort.
- grote. Grote korfcellen daarentegen innerveren somata in verschillende hersenschorskolommen dankzij een lang axon.[5]
- nesttype. De nestkorfcellen zijn een tussenvorm van de kleine en de grote cellen; hun axonen bevinden zich voornamelijk in dezelfde hersenschorslaag als hun somata. Nestkorfcellen hebben "uitstralende axonale zijtakken" tussen die van de grote en de kleine korfcellen. Ze worden beschouwd als korfcellen omdat ze interneuronen zijn die axo-somatische synapsen uitvoeren.[5]

## Hippocampus
Hippocampuskorfcellen richten zich op somata en proximale dendrieten van piramidecellen. Net als hun tegenhangers in de hersenschors zijn hippocampuskorfcellen ook parvalbumine-expressief met snelle actiepotentialen. In de CA3-regio van de hippocampus kunnen korfcellen vaak repetitieve (salvo-achtige) inhibitielussen vormen met piramidalecellen. Uitlopers van een piramidecel zullen de korfcel innerveren, die op zijn beurt een uitloper terug heeft naar de oorspronkelijke piramidecellen. Omdat korfcellen remmend zijn, genereert dit een gesloten lus die kan helpen exciterende (prikkelende) reacties te dempen.

## Kleine hersenen
In de kleine hersenen hebben de multipolaire korfcellen vertakte dendrieten, die verwijd en knotsvormig zijn. Korfcellen maken remmende synapsen met de purkinjecellen. De axonen van hersenschorskorfcellen geven remmende neurotransmitters zoals GABA af aan de axonen van purkinjecellen en remmen de purkinjecel. Purkinjecellen sturen remmende signalen naar de diepe hersenschorskernen en zijn verantwoordelijk voor de enige output van motorische coördinatie vanuit de hersenschors. Door de werking van de korfcel geven purkinjecellen niet de remmende reactie voor motorische] coördinatie af en vindt motorische beweging plaats. Er zijn vier paar diepe hersenshcorskernen ingebed in het witte stofcentrum van de kleine hersenen.